# کریستوفر سوم
کریستوفر بایرن (انگلیسی: Christopher of Bavaria؛ زاده ۲۶ فوریهٔ ۱۴۱۶ درگذشته ۵/۶ ژانویه ۱۴۴۸) یک پادشاه نروژ اهل آلمان بود.